# Chionanthus tenuis
Espèce
Statut de conservation UICN

 CR B1+2c : 
En danger critique
Chionanthus tenuis est une espèce de plantes à fleurs de la famille des Oleaceae.

## Publication originale
- Kew Bulletin 49(2): 277–278, map 2. 1994.